# 帕特里克·鲁瓦
帕特里克·鲁瓦（法語：Patrick Roy，1965年10月5日—），加拿大男子冰球运动员，场上位置是守门员。他曾代表加拿大国家队参加1998年冬季奥林匹克运动会冰球比赛，获得第4名。